# Punt quàntic de carboni

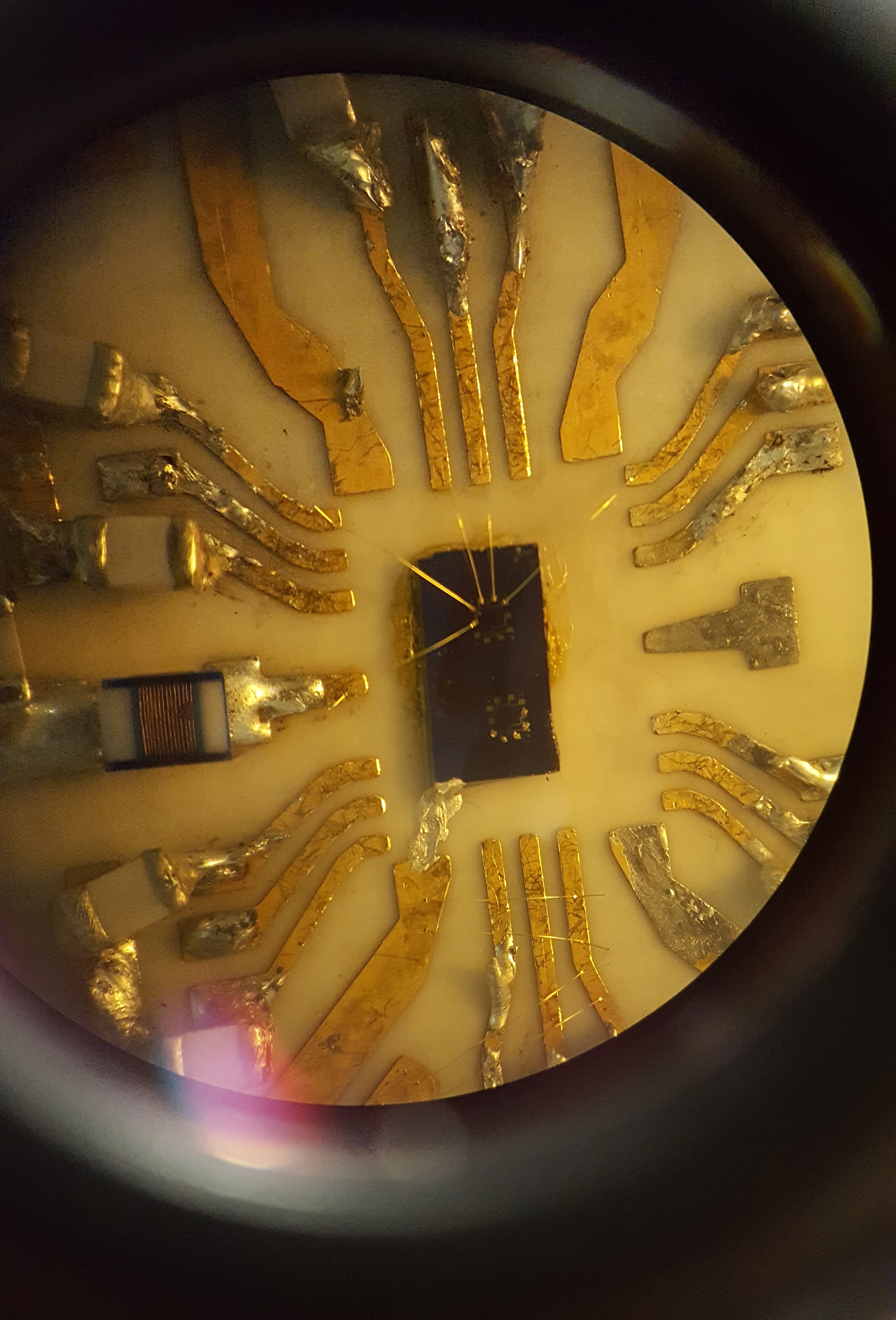
Aquesta imatge mostra la regió central d'un dispositiu de doble punt quàntic de nanotub de carboni sobre silici, muntat en una placa de circuit imprès. Aquests dispositius s'han d'explorar per als avenços en el camp de la computació quàntica i el processament de la informació quàntica. Presa amb un microscopi òptic i càmera.

Els punts quàntics de carboni també anomenats punts de carboni (abreujats com a CQD, C-dots o CD) són nanopartícules de carboni que tenen una mida inferior a 10 nm i tenen algun tipus de passivació superficial.

## Història
Els CQD van ser descoberts per primera vegada per Xu et al. el 2004 accidentalment durant la purificació de nanotubs de carboni d'una sola paret. Aquest descobriment va desencadenar estudis amplis per explotar les propietats de fluorescència dels CQD.

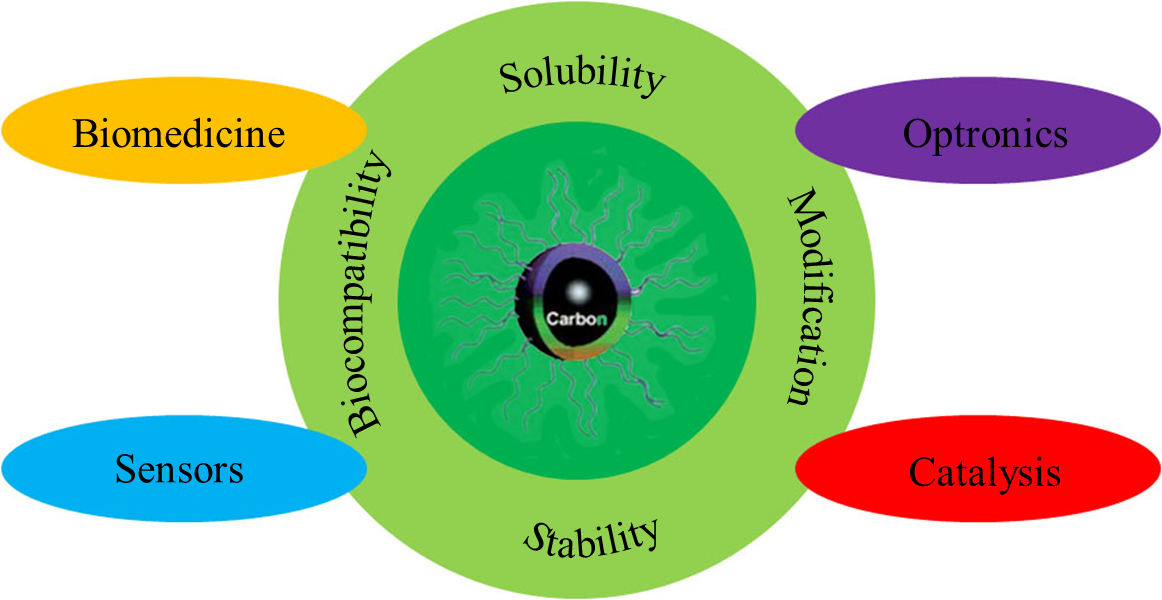
Aplicacions dels punts quàntics de carboni.

## Propietats dels CQD
Les estructures i components dels CQD determinen les seves diverses propietats. Molts fragments carboxil a la superfície CQD imparteixen una excel·lent solubilitat en aigua i biocompatibilitat. Aquests fragments superficials permeten als CQD servir com a nanopartícules conductores de protons. Els CQD també són adequats per a la modificació química i la passivació superficial amb diversos materials orgànics, polimèrics, inorgànics o biològics. Mitjançant la passivació superficial, es milloren les propietats de fluorescència i les propietats físiques dels CQD. Recentment, s'ha descobert que el CD funcionalitzat amb amina i àcid hidroxàmic pot produir emissió tricolor (verd, groc i vermell) quan s'introdueix amb un entorn de pH diferent i aquesta emissió tricolor es pot conservar en la matriu de pel·lícula ORMOSIL. Un article publicat el 2019 va demostrar que el CQD pot resistir temperatures de fins a 800 °C, obrint camí per a aplicacions de CQD en ambients d'alta temperatura. A partir del carboni, els CQD posseeixen propietats com una bona conductivitat, composició química benigna, estabilitat fotoquímica i tèrmica.

## Aplicacions
- Bioimatge
- Sensors
- Dosificació de medicaments
- Catàlisi
- Optrònica
- Combustibles de coets